# East End

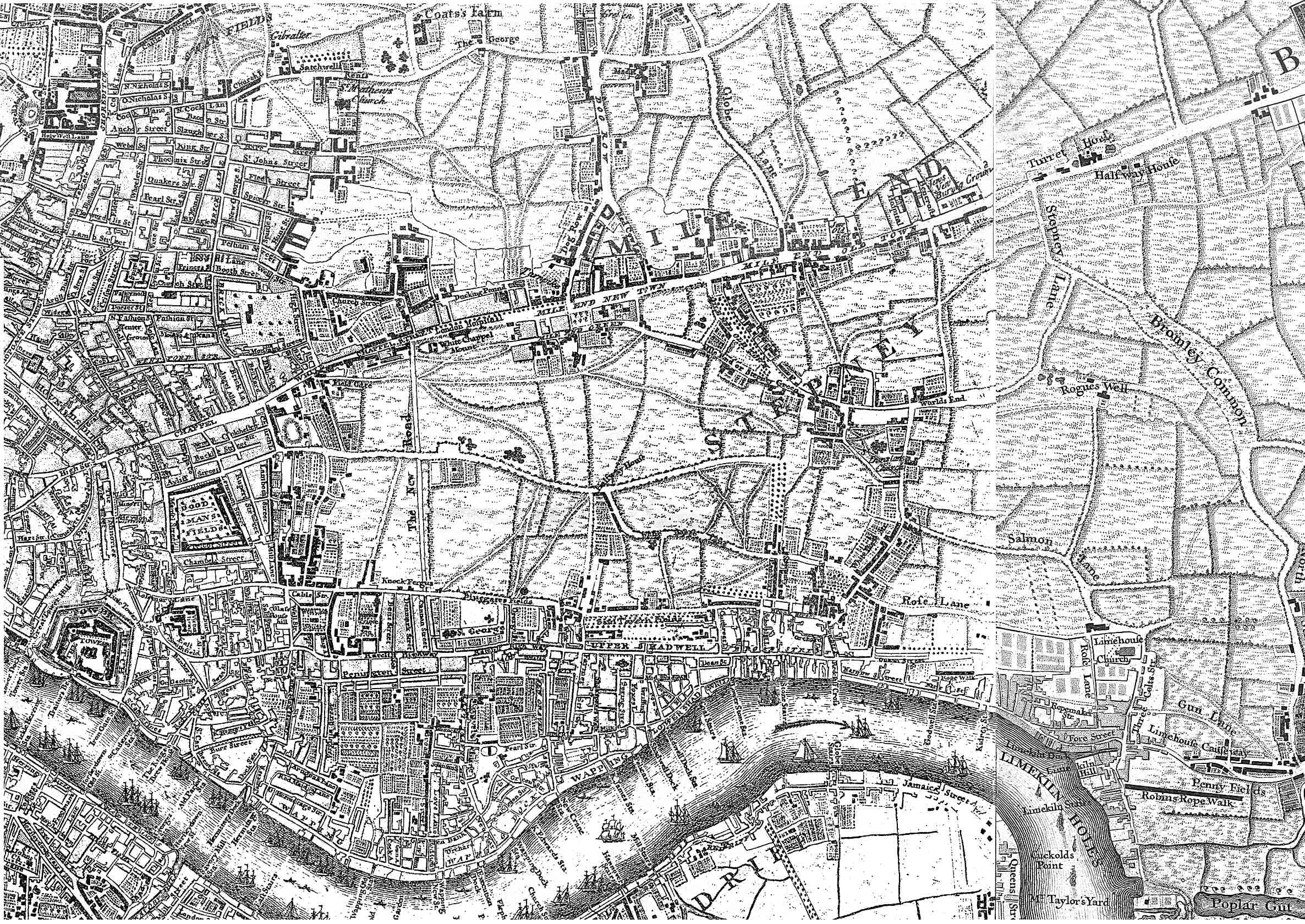
Mappa Roque del 1745 dell'area est di Londra in espansione.

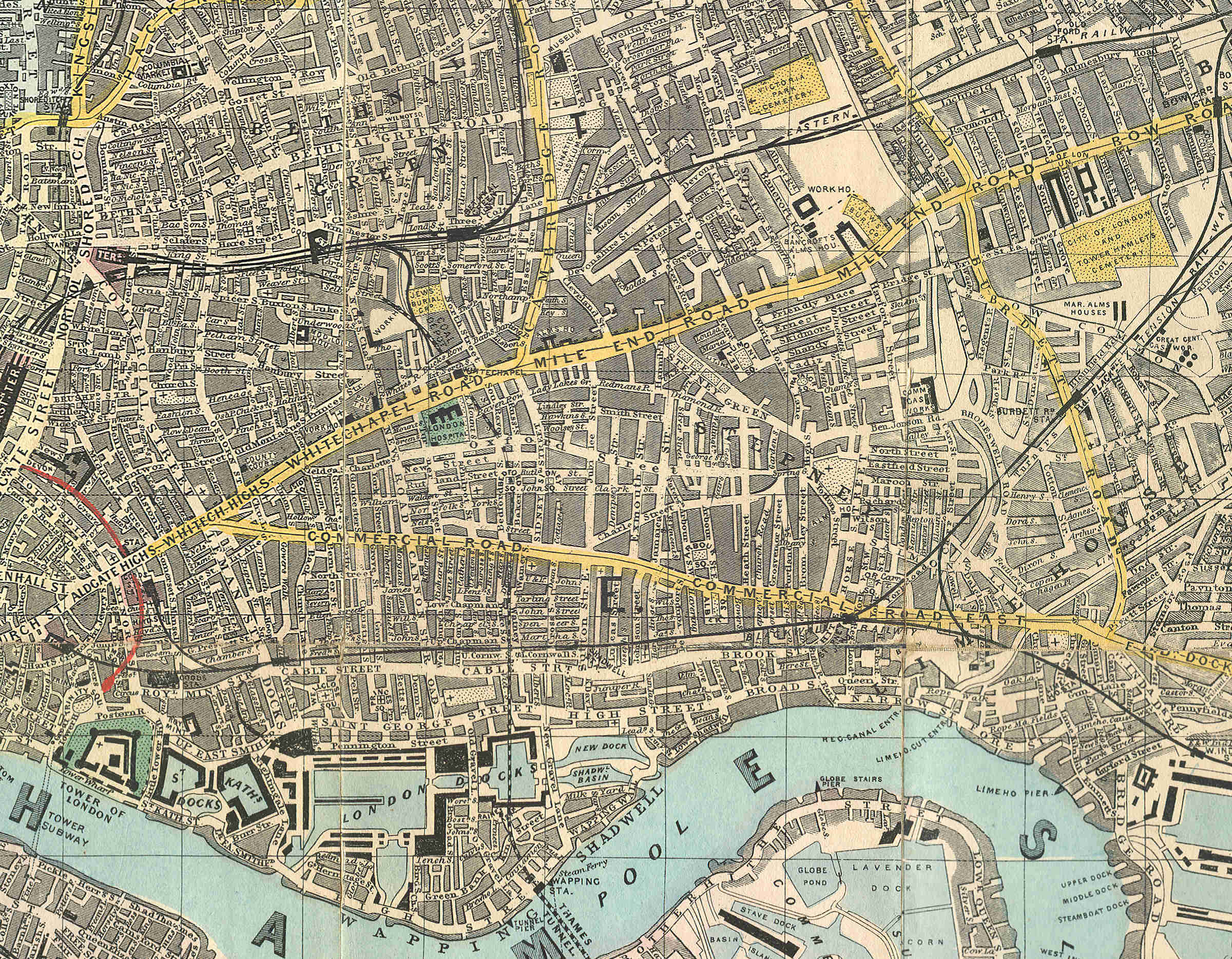
Mappa Reynolds del 1882 dell'area est di Londra.

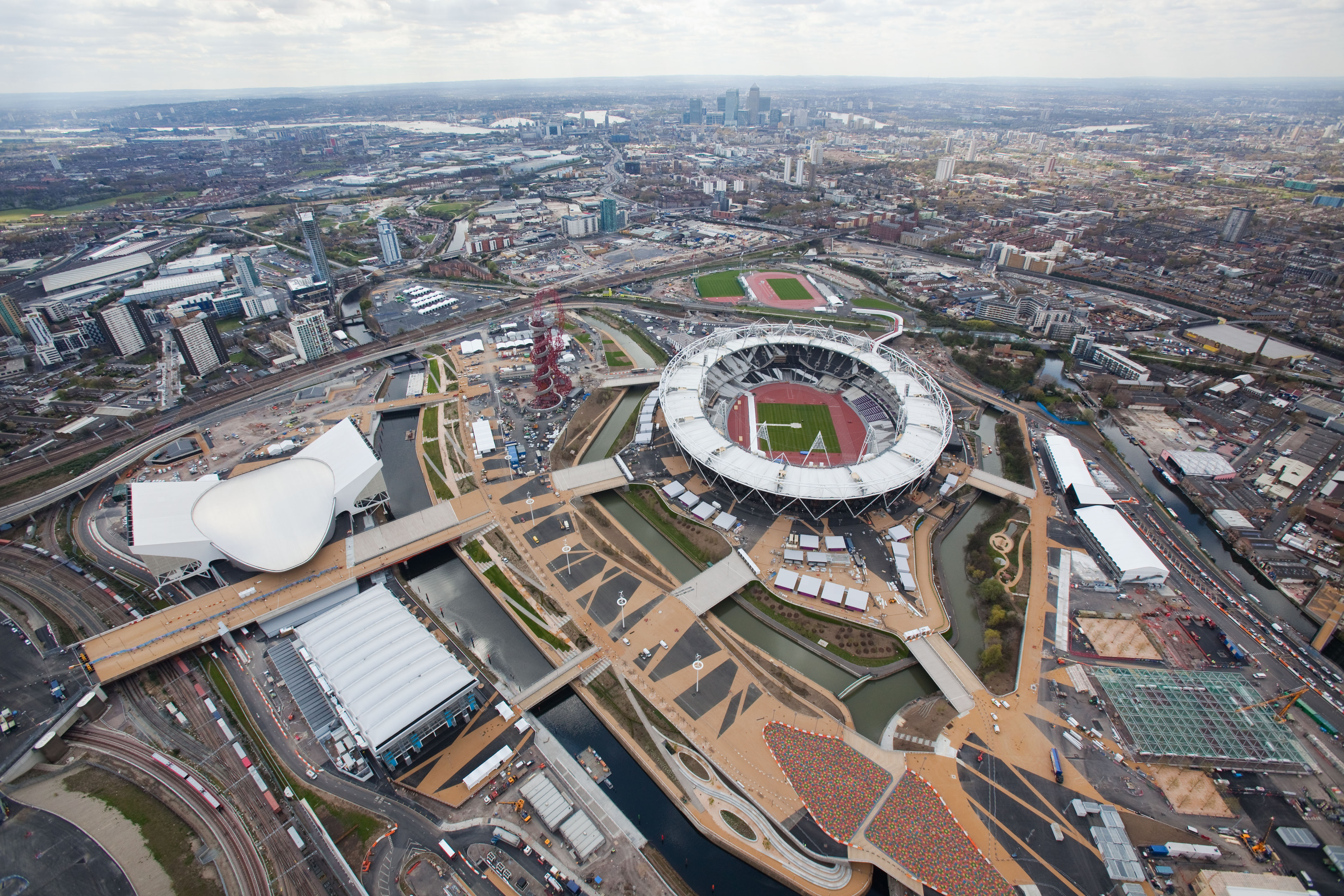
Parco olimpico (2012).

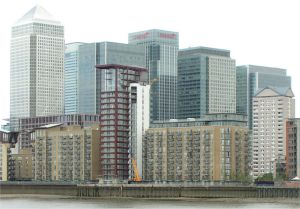
Risviluppo dell'Isle of Dogs.

L'East End di Londra (in inglese East End of London, "Estremità Orientale di Londra"), spesso indicato all'interno dell'area londinese semplicemente come East End, è un'area di Londra situata ad est della City (il centro storico e finanziario) e a nord del Tamigi benché non siano stabiliti dei confini formali.

## Storia
A differenza del West End, la vasta area elegante verso cui negli ultimi due secoli si è spostato il centro di Londra, l'East End è sempre stata una zona di quartieri poveri e ad alto tasso di criminalità, contraddistinti da un'urbanistica disordinata che la fa assomigliare ad un'immensa periferia.
Dai primi anni 2000 la situazione è migliorata. Una nuova rete metropolitana leggera (Docklands Light Railway o DLR) connette le zone dell'East End con la City. Nell'area di Canary Wharf, che rappresenta una vistosa eccezione rispetto alle caratteristiche storiche dell'East End, vi sono dei moderni grattacieli verso cui si è spostata parte dell'attività finanziaria, riducendo così la congestione della City.
Notevoli anche i lavori di rinnovo e riqualificazione della zona di Spitalfields, adiacente alla City, dove l'area dedicata al mercato domenicale è stata ristrutturata. Anche la vicina zona di Brick Lane rappresenta oggi un fulcro culturale ed artistico della città. Negli ultimi decenni l'East End è stata la meta principale dell'immigrazione da altri paesi, soprattutto del terzo mondo.
In gran parte dell'East End si parlava e si parla tuttora il celebre dialetto cockney piuttosto che l'inglese perfetto della City e di Westminster. Per questo motivo gli abitanti si sentono più "londinesi" degli altri, anche se per il turista l'area può sembrare la negazione della Londra stereotipica.

## East End nella cultura popolare
- La canzone West End Girls del gruppo pop britannico Pet Shop Boys del 1986 mette in contrasto le giovani donne della classe media del West End di Londra e gli uomini più giovani con un background lavorativo dell'East End.

- Il serial killer Jack lo squartatore ha ucciso prostitute nell'East End nel XIX secolo.

- L'autore Ivar Lo-Johansson visse per un certo periodo negli anni '20 nell'East End. Le sue esperienze sono descritte nel libro Nederstigen i dödsriket del 1929.

- La serie drammatica britannica L'amore e la vita - Call the Midwife ("The Call the Midwife") si svolge principalmente in quest'area.
- In quest’area nasce la famosa band heavy metal degli Iron Maiden, formata nel 1975 dal bassista Steve Harris.